# Munger (distrikt)
Munger är ett distrikt i Indien.   Det ligger i delstaten Bihar, i den östra delen av landet, 1 000 km öster om huvudstaden New Delhi. Antalet invånare är 1 367 765. Arean är 9 839 kvadratkilometer.
Terrängen i Munger är platt åt nordost, men åt sydväst är den kuperad.
Följande samhällen finns i Munger:
- Munger
- Jamālpur
- Kharagpur
- Bariārpur
- Asarganj